# رئوس مطالب لگاریتم
این صفحه فهرستی از نوشتارهای ویکی‌پدیای فارسی در مورد لگاریتم است. رئوس مطالب توابع نمایی را هم ببینید.
- توان صوتی
- لگاریتم
- قدر ظاهری
- قضیه بیکر
- دسی‌بل
- قانون بنفورد
- لگاریتم دودویی
- نمودار بود
- هنری بریگز
- خط‌کش محاسبه بایگریو
- کلگاریتم
- لگاریتم اعشاری
- Complex logarithm
- لگاریتم گسسته
  - Discrete logarithm records
- عدد e
  - Representations of e
- رمزنگاری الجمل
- سری هارمونیک
- History of logarithms
- Hyperbolic sector
- Iterated logarithm
- Otis King
- قانون لگاریتم‌های تکراری
- قضیه بیکر
- زمان اجرای الگوریتم
- فهرست انتگرال‌های توابع لگاریتمی
- Logarithmic growth
- Logarithmic timeline
- آزمون نسبت درست‌نمایی
- کاغذ تمام‌لگاریتمی
- توزیع لگاریتمی نرمال
- Log-periodic antenna
- توزیع گامبل
- لگاریتم
- Logarithmic convolution
- Logarithmic decrement
- Logarithmic derivative
- Logarithmic differential
- مشتق‌گیری لگاریتمی
- Logarithmic distribution
- Logarithmic form
- مقیاس لگاریتمی
- Logarithmic growth
- فهرست اتحادهای لگاریتمی
- Logarithmic number system
- مقیاس لگاریتمی
- مارپیچ لگاریتمی
- Logarithmic timeline
- لوجیت
- LogSumExp
- لگاریتم اعشاری
- ضریب علمی
- Matrix logarithm
- Mel scale
- سیستم تصویر مرکاتور
- Mercator series
- مقیاس بزرگای گشتاوری
- جان نپر
- Napierian logarithm
- لگاریتم طبیعی
  - Natural logarithm of 2
- نپر
- تابع انتگرال لگاریتم
- پی‌اچ
- Pollard's kangaroo algorithm
- Pollard's rho algorithm for logarithms
- پلی‌لگاریتم
- تابع پلی‌لگاریتمیک
- قضیه اعداد اول
- مقیاس بزرگی ریشتر
- گرگوآر د سن-ویسنت
- Alphonse Antonio de Sarasa
- Schnorr signature
- Semi-log graph
- ضریب علمی
- خط‌کش محاسبه
- Smearing retransformation
- شدت صدا
- Super-logarithm
- Table of logarithms
- Weber-Fechner law